# Heterostigma melitensis
Heterostigma melitensis är en sjöpungsart som beskrevs av Monniot 1976. Heterostigma melitensis ingår i släktet Heterostigma och familjen lädermantlade sjöpungar. Inga underarter finns listade i Catalogue of Life.